# Mîtlașivka, Drabiv
Mîtlașivka (în ucraineană Митлашівка) este localitatea de reședință a comunei Mîtlașivka din raionul Drabiv, regiunea Cerkasî, Ucraina.

## Demografie
Componența lingvistică a localității Mîtlașivka
     Ucraineană (98,81%)
     Alte limbi (0,99%)
Conform recensământului din 2001, majoritatea populației localității Mîtlașivka era vorbitoare de ucraineană (98,81%), existând în minoritate și vorbitori de alte limbi.